# 1960-as Formula–1 belga nagydíj
Az 1960-as Formula–1-es világbajnokság ötödik futama a belga nagydíj volt.

## Futam
A belga nagydíj a sportág történetének egyik legtragikusabb versenye volt, a hétvégén két versenyző halálos balesetet szenvedett, két másik pedig súlyosan megsérült az edzésen. A pénteki edzésen Moss tengelye meghibásodott és versenyző kiesett az autójából. Moss mindkét lába eltörött. A debütáló Mike Taylor kormányműve meghibásodott, Lotusa a pálya szélén lévő fák közé csapódott. Számos sérülést szenvedett, ami karrierje végét jelentette. Jack Brabham 2,5 másodperc előnnyel indult az első helyről a BRP által benevezett Cooperes Brooks és Phil Hill előtt. Brabham a rajttól a célig vezetve győzött. A belga Olivier Gendebien a második sorból indulva jó rajtjának köszönhetően a második helyre jött fel. Később Irelandé lett a második hely, de hamar kiesett kuplunghiba miatt. A 17. körben a BRP Cooperrel haladó Chris Bristow a hatodik helyért támadta Willy Mairesse Ferrariját, de elveszítette uralmát autója felett, a Malmedy-kanyarban kiesett belőle, és meghalt. Öt kör múlva Alan Stacey arcának a Masta-egyenesben egy madár ütközött. A brit balesetet szenvedett, kiesett autójából és meghalt. Brabham nyerte a versenyt csapattársa, McLaren előtt. Graham Hill az utolsó kört Gendebien előtt teljesítette, de a boxban befejezte a versenyt. Mivel autója a szabályok értelmében nem haladt át a célvonalon, nem rangsorolták a futam végén, így a harmadik helyet az egy kör hátrányban célba érő Gendebien szerezte meg.
|         | Rsz. | Versenyző          | Csapat        | Futott körük | Idő/Kiesés oka   | Rajthely | Pontszám |
| ------- | ---- | ------------------ | ------------- | ------------ | ---------------- | -------- | -------- |
| 1       | 2    | Jack Brabham       | Cooper-Climax | 36           | 2:21'37,3        | 1        | 8        |
| 2       | 4    | Bruce McLaren      | Cooper-Climax | 36           | + 1'03,3         | 14       | 6        |
| 3       | 34   | Olivier Gendebien  | Cooper-Climax | 35           | + 1 kör          | 5        | 4        |
| 4       | 24   | Phil Hill          | Ferrari       | 35           | + 1 kör          | 4        | 3        |
| 5       | 18   | Jim Clark          | Lotus-Climax  | 34           | + 2 kör          | 10       | 2        |
| 6       | 32   | Lucien Bianchi     | Cooper-Climax | 28           | + 8 kör          | 15       | 1        |
| Kiesett | 10   | Graham Hill        | BRM           | 35           | Motorhiba        | 6        |          |
| Kiesett | 16   | Alan Stacey        | Lotus-Climax  | 24           | Halálos baleset  | 17       |          |
| Kiesett | 22   | Willy Mairesse     | Ferrari       | 23           | Váltó/erőátvitel | 13       |          |
| Kiesett | 26   | Wolfgang von Trips | Ferrari       | 22           | Váltó/erőátvitel | 11       |          |
| Kiesett | 36   | Chris Bristow      | Cooper-Climax | 19           | Halálos baleset  | 9        |          |
| Kiesett | 30   | Chuck Daigh        | Scarab        | 16           | Motorhiba        | 18       |          |
| Kiesett | 6    | Jo Bonnier         | BRM           | 14           | Motorhiba        | 7        |          |
| Kiesett | 14   | Innes Ireland      | Lotus-Climax  | 13           | Baleset          | 8        |          |
| Kiesett | 8    | Dan Gurney         | BRM           | 4            | Motorhiba        | 12       |          |
| Kiesett | 38   | Tony Brooks        | Cooper-Climax | 2            | Váltó            | 2        |          |
| Kiesett | 28   | Lance Reventlow    | Scarab        | 1            | Motorhiba        | 16       |          |
| NI      | 12   | Stirling Moss      | Lotus-Climax  | 0            | Baleset          | 3        |          |
| NI      | 20   | Mike Taylor        | Lotus-Climax  | 0            | Baleset          | 19       |          |

## Statisztikák
Vezető helyen:
- Jack Brabham: 36 kör (1-36)

Jack Brabham 4. győzelme, 2. pole-pozíciója, 2. leggyorsabb köre, 1. mesterhármasa (pp, lk, gy)
- Cooper 10. győzelme.

Willy Mairesse első versenye.